# Lucão (calciatore 2001)
Lucas Alexandre Galdino de Azevedo, noto come Lucão (Barra Mansa, 26 febbraio 2001), è un calciatore brasiliano, portiere del RB Bragantino.

## Carriera

### Club
Nato a Barra Mansa, Lucão ha iniziato a giocare a calcio all'età di 7 anni in una piccola scuola del suo quartiere chiamata Nova Esperança, inizialmente come giocatore di moviemnto. Stabilitosi in porta, all'età di 12 anni è passato al Volta Redonda ed alla squadra di futsal Sesi, alternandosi tra le 2 squadre. Nel 2013 è stato notato da uno scout del Vasco da Gama ed è stato reclutato nelle giovanili del club carioca.
Ha esordito con il Vasco il 2 febbraio 2020, nella sconfitta per 1-0 contro il Botafogo nel Campionato Carioca. È diventato il portiere più giovane a giocare per il Vasco nel 21º secolo all'età di 18 anni, 11 mesi e 2 giorni, superando il precedente record di Hélton che resisteva dal 2000. Il 10 febbraio ha rinnovato il contratto con il club fino a dicembre 2023.
Il 22 settembre 2020 ha esordito da titolare in Série A nell'1-1 contro il San Paolo. Il 4 febbraio 2022 si è trasferito al Red Bull Bragantino con cui ha firmato fino al 2026.

### Nazionale
Ha giocato nella nazionale brasiliana Under-17.
Nel 2020 è stato incluso dal CT della nazionale olimpica brasiliana André Jardine nella lista dei 18 convocati per le Olimpiadi di Tokyo.

## Statistiche

### Presenze e reti nei club
Statistiche aggiornate al 23 maggio 2022.
| Stagione        | Squadra         | Campionato      | Campionato | Campionato | Coppe nazionali | Coppe nazionali | Coppe nazionali | Coppe continentali | Coppe continentali | Coppe continentali | Altre coppe | Altre coppe | Altre coppe | Totale | Totale | Totale |
| Stagione        | Squadra         | Comp            | Pres       | Reti       | Comp            | Pres            | Reti            | Comp               | Pres               | Reti               | Comp        | Pres        | Reti        | Pres   | Reti   |        |
| --------------- | --------------- | --------------- | ---------- | ---------- | --------------- | --------------- | --------------- | ------------------ | ------------------ | ------------------ | ----------- | ----------- | ----------- | ------ | ------ | ------ |
| 2020            | Vasco da Gama   | A/RJ+A          | 1+2        | -1 ; -5    | CB              | 0               | 0               | CS                 | 2                  | -2                 |             | -           | -           | 5      | -8     |        |
| 2021            | Vasco da Gama   | A/RJ+B          | 9+13       | -11 ; -26  | CB              | 2               | -2              |                    | -                  | -                  |             | -           | -           | 24     | -39    |        |
| 2022            | RB Bragantino   | A1/SP+A         | 0+1        | -2         | CB              | 0               | 0               | CL                 | 0                  | 0                  |             | -           | -           | 1      | -2     |        |
| 2023            | RB Bragantino   | A1/SP+A         | 0+4        | -8         | CB              | 0               | 0               | CS                 | 2                  | -1                 |             | -           | -           | 6      | -9     |        |
| Totale carriera | Totale carriera | Totale carriera | 30         | -53        |                 | 2               | -2              |                    | 4                  | -3                 |             | -           | -           | 36     | -58    |        |

## Palmarès

### Nazionale
- Giochi olimpici: 1

Tokyo 2020